# Cochlidium connellii
Cochlidium connellii är en stensöteväxtart som först beskrevs av Bak., och fick sitt nu gällande namn av Albert Charles Smith. Cochlidium connellii ingår i släktet Cochlidium och familjen Polypodiaceae. Inga underarter finns listade.